# چارچوب حقوق پنج‌گانه
چارچوب حقوق پنج‌گانه (انگلیسی: IRights Framework) موسوم به IRights مجموعه‌ای از پنج حق برای حفاظت و توانمند سازی کودکان در اینترنت است که مطابق پیمان‌نامه حقوق کودک عمل می‌کند.

## سازمان‌ها
این چارچوب از طریق یک ائتلاف شامل چند جمعیت طراحی و پیشنهاد شد که عبارتند از:
- NSPCC (اجتماع ملی جلوگیری از خشونت علیه کودکان)
- Nesta (سرمایه‌گذاری ملی برای پیشبرد علم، تکنولوژی و هنر)
- Mind Candy, NASUWT, Joanna Shields و موزیلا.[۱]

این سازمان با شیلینگز برای ارزیابی قانونی که در ۳ ژوئن ۲۰۱۵ در مجلس لردها ارائه شد، همکاری می‌کند.

## حقوق پنج‌گانه

### حق حذف
این حق به فرد اجازه می‌دهد هرگونه عملی مربوط به قبل از ۱۸ سالگی و در زمان نابالغ بودن را به رسمیت نشناسد و به او این دست باز را می‌دهد که بر اعمال گذشته چشم بپوشد، اعمالی که مدتها فراموش شده، و مشمول زمان شده باشد، اما ممکن است که علیه فرد در ایام پیری استفاده شود.

### حق شناخت
شناخت کامل و اشراف و توان رسیدگی بر اینکه چگونه از اطلاعات آنها استفاده می‌شود و برای چه منظوری استفاده می‌شود و شناخت روشن و فهم اینکه افشای اسرار آنها به چه معنی خواهد بود.

### حق ایمنی و حمایت
کودکان باید از جانب پدر و مادر حمایت و حفاظت شوند تا بسهولت از فعالیت آنلاین و عواقب آن فهم پیدا کنند.

### حق آگاهی و انتخابهای آگاهانه
کودکان باید آگاه و قادر به فعالیت یا عدم فعالیت آزادانه با بخش خلاقانه و مشارکتی اینترنت را داشته باشند تا در این زمینه پیشرفت نموده و خود را حفاظت کنند.

### حق دانش دیجیتالی
کودکان باید نسبت به نحوه مصرف و تولید محتوای دیجیتالی همانند مدیریت شخصیت دیجیتال، آزادانه و بشیوه ایمن آموزش داده شوند.

## در انگلستان
قانون چارچوب پنج حق فوق در انگلستان توسط قانون iRights UK پذیرفته شده‌است. یکی از این ابتکارات جستجو از سایت Youth Juryاست و با جمع‌آوری اطلاعات، در می‌یابند که چگونه جوانان به نیازهای خود دسترسی و حریم خصوصی خود را حفظ کنند. iRights سایت Net-Aware.org.uk را حمایت می‌کند و دستورالعملها و اطلاعات ضروری را در شبکه‌های اجتماعی برای والدین و مربیان در دسترس می‌گذارد.